# Controlled Substances Act
 (mars 2020).
Le contenu est difficilement compréhensible vu les erreurs de traduction, qui sont peut-être dues à l'utilisation d'un logiciel de traduction automatique.
Pour les articles homonymes, voir CSA.
Le Controlled Substances Act (CSA) (loi sur les substances contrôlées) est une loi fédérale américaine, codifiée dans le chapitre 13 du titre 21 du Code des États-Unis (en), qui classe drogues récréatives illicites dans cinq catégories (en anglais, schedules) et réglemente ou prohibe leur production, importation, distribution, ou possession. La loi prévoit des règles qui régissent la production et la distribution des drogues contrôlées par des entreprises légitimes pour des fins médicales et de recherche. Il établit aussi des peines pour les délits, comme la production, distribution, et possession illicites des substances contrôles, que le Congrès des États-Unis trouve être lié au trafic inter-États de drogue. Le CSA établit également des procédures pour les changements administratifs de réglementation des drogues, conformément aux constatations du procureur général des États-Unis concernant leurs potentiel d'abus et utilité medicale, s'ils en est.

## Histoire
En 1970, le Congrès promulgue le CSA pour libéraliser et fait rationnelles les lois fédérales concernantes les stupéfiants. Le CSA elimine les peines minimales que le Congrès établit quand il promulgua la Boggs Act of 1951 (en).

## Parties
La loi comporte six parties : A, B, C, D, E, et F.

### Partie A
La partie A de la loi contient les dispositions introductives, y compris les décisions et déclarations du Congrès et les définitions des termes utilisés dans la loi. Par exemple, le Congrès trouve que plusieurs de drogues inclus dans le sous-chapitre ont un usage médical utile et légitime et sont nécessaires pour maintenir la santé et le bien-être général du peuple américain; mais l'importation, fabrication, distribution, et possession illégale des substances réglementées ont un effet substantiel et néfaste pour la santé et le bien-être précité.
Selon 21 U.S. Code § 802, le terme « substance contrôle » n'inclut pas « les spiritueux, le vin, les liqueurs de malt, ou le tabac ». Cette section définit une produit chimique de liste I comme « un produit chimique désigné par réglementation du procureur général comme un produit chimie qui est employé pour fabriquer une substance contrôle en violation de cette sous-chapitre et qui est important pour la fabrication des substances contrôlées ». Les produits chimiques de la Liste I de la DEA (en) inclut des précurseurs tels que l'acide anthranilique (utilisant en la fabrication de la méthaqualone), le phénylacétonitrile (utilisant de la fabrication de l'amphétamine), etc.

### Partie B
La partie B traite l'autorité pour réglementer les drogues; les standards pour leur classification; et les cinq tableaux (en anglais, schedules) des substances réglementées.
Conformément à un compromis obtenu entre président Richard Nixon et les établissements scientifiques et médicaux au cours de l'élaboration de la loi, le pouvoir de réglementation est partagé par le procureur général des États-Unis et le secrétaire à la Santé et aux Services sociaux des États-Unis.
Le CSA prévoit aussi que le procureur général doit offre le public la possibilité d'être entendues avant qu'il prend sa décision concernant la réglementation ou déréglementation d'une drogue. Ces procédures peut être initié par le procureur général de sa propre initiative ou à la demande du sécretaire ou une autre partie intéressée. Par exemple, au cours des années, l'Organisation Nationale pour la Réforme des Lois sur la Marijuana (en) et d'autres organisations et citoyens soumettent plusieurs pétitions pour le déplacement du cannabis du tableau I de la loi sur les substances contrôlées (en); à partir d'avril 2020, une tels petition est portée en appel à la Cour suprême des États-Unis.
Des décisions notables fait sous cette partie ont inclut le déplacement de l'amphétamine de tableau III au tableau II en 1971, le classement du diazepam non réglementé auparavant au tableau IV en 1975, le classement du flurazepam non réglementé auparavant au tableau IV en 1975, le classement de la methaqualone non réglementé auparavant au tableau II en 1973, le classement du dextropropoxyphène non réglementé auparavant au tableau IV en 1976, et la déplacement du secobarbital de tableau III au tableau II en 1973. Avant le mai 1977, les régulateurs mettent sous la réglementation 35 plus drogues, y compris des tranquillisants mineurs; déplacent 8 d'autres, principalement des amphétamines et barbituriques, au tableau II; et déréglementent 6 drugs, principalement des antagonistes opioïdes (en) ayant un potentiel d'abus fiable ou nulle.

#### Rôle du procureur général
Selon 21 U.S. Code § 811(a), le procureur général des États-Unis peut ajoute une drogue à un tableau, ou la transfère entre deux tableaux, s'il trouve que la drogue a un potentiel d'abus et formule des constatations de fait exigés par la loi. Il également peut supprimer une drogue des tableaux s'il trouve que la drogue ne remplit pas les conditions pour être mentionnées dans aucun des tableaux.
La loi demande que le procureur général, en faisant ses constatations, les possibilités d'abuse de la drogue; la preuve scientifique concernant son effet pharmacologique, si connu; l'état des connaissances scientifiques actuelles concernant la drogue; son histoire ou tendances actuelles d'abuse; l'entendue, durée, et gravité d'abuse; le risque pour la santé publique; la liabilité de dépendance psychique ou physiologique; et si la drogue est un précurseur d'une substance déjà contrôlé.
Le CSA destine à remplir les obligations des États-Unis sous la convention unique sur les stupéfiants de 1961 et la convention sur les substances psychotropes de 1971, dans la mesure où, selon la loi, « Si le contrôle est demandé par les obligations des États-Unis sous les traités, conventions et protocoles internationaux en effet sur le 27 octobre 1970, le procureur général doit promulguer un ordre pour contrôler telle drogue ou autres substance sous le tableau qu'il juge comme le plus approprié pour remplir telles obligations. »

#### Rôle du secrétaire à la Santé et aux Services sociaux
La loi donne le secrétaire à la Santé et aux Services sociaux des États-Unis un rôle clé dans les procédures pour la classification ou déclassification des stupéfiants : « Le procureur générale, avant d'engager des poursuites . . . pour contrôler une drogue ou autre substance ou supprimer entièrement une drogue ou autre substance des tableaux, et après avoir recueilli les données nécessaires, demandera que le secrétaire lui fournisse une évaluation scientifique et médicale, et ses recommandations, sur la question de si telle drogue ou autre substance doit être contrôlé ou supprimé comme une substance contrôlée . . . . Les recommandations du secrétaire seront contraignantes pour le procureur générale à propos de telles matières scientifiques et médicales, et si le secrétaire recommande qu'une drogue ou autre substance ne soit pas contrôlée, le procureur générale ne contrôlera pas le drogue ou autre substance.»
Similairement, à propos de la convention sur les substances psychotropes de 1971, la loi prévoit, « N'importe quand le secrétaire d'État reçoit des renseignements que la Commission des stupéfiants des Nations unies propose de décider s'il ajoutera une drogue ou autre substance à l'un des tableaux de la convention, transféra une drogue ou autre substance d'un tableau à un autre, ou la supprimera des tableaux . . . . le secrétaire à la Santé et aux Services sociaux évaluera la proposition et fournira une recommandation au secrétaire d'État qui sera contraignant pour le représentant des États-Unis dans les discussions et négociations à propos de la proposition ».

#### Tableaux
21 U.S. Code § 812(a) déclare : « Cinq tableaux de substances contrôlées sont établis, être connu comme les tableaux I, II, III, IV, et V. » 21 U.S. Code § 812(b) prévoit, « Sauf où le contrôle est requis sous les obligations des États-Unis sous un traité, convention, ou protocole international, en effet le 27 octobre 1970, et sauf dans le cas d'un précurseur immédiat, une drogue ou autre substance ne peut pas être mis dans un tableau à moins que les constatations requis pour tel tableau soient faites par rapport à telle drogue ou autre substance. »

##### Tableau I
Selon 21 U.S. Code § 812(b)(1), le Tableau I est réservé pour les drogues ou autres substances qu'ont un potentiel fort d'abus, qui n'ont pas une utilité médicale répandue aux États-Unis, et pour lesquelles il y a un manque de sécurité répandue pour utilisation sous la surveillance médical. Il inclut, par exemple, le cannabis, le LSD, et l'héroïne.

##### Tableau II
Le Tableau II est réservé pour les drogues ou autres substances qui, comme celles du Tableau I, ont un fort potentiel d'abus, et également peuvent mener à l'addiction sévère psychologique ou physique; mais, par contraste, ont une utilité médicale répandue, peut-être avec des restrictions sévères. Cette catégorie inclut, par exemple, l'oxycodone, l'hydrocodone, et le pentobarbital.

##### Tableau III
Le Tableau III est réservé pour les drogues (1) dont le potentiel d'abus est moins élevé que les drogues des Tableaux I et II, (2) qui ont une utilité médicale répandue, et (3) dont l'usage peut conduire à une dépendance physique faible ou modérée ou une forte dépendance mentale. Les exemples comportent la kétamine et les stéroïdes anabolisants.

##### Tableau IV
Les drogues de le Tableau IV ont un potentiel d'abus et de l'addiction psychologique ou physique qui est moins élevé que celui des drogues de le Tableau III. Les exemples incluent l'alprazolam, le clonazépam, le diazépam, et le lorazépam.

##### Tableau V
Les drogues du Tableau IV ont un potentiel d'abus et de l'addiction psychologique ou physique qui est moins élevé que celui des drogues du Tableau IV. La Drug Enforcement Administration remarque, « Les drogues du Tableau V sont généralement utilisés pour les fins antidiarrhéiques, antitussives et analgésiques. »

### Partie C
La Partie C traite les licences aux fabricants et aux distributeurs de drogues et de substances contrôlées.
Par exemple, 21 U.S. Code § 823(a) autorise le procureur général à enregistrer les fabricants de substances contrôles dans les tableaux I et II seulement s'il trouve qu'un tel enregistrement conformerait à l'intérêt public. Il est tenu, de par cette sous-section, de limiter « l'importation et la fabrication en gros de telles substances contrôlées à un certain nombre d'établissements qui peut fournir un approvisionnement adéquat et continu de ces substances sous conditions de concurrence adéquate pour des fins médicales, scientifiques, de recherche, et industrielles légitimes ».
Afin de déterminer s'il enregistera un fabricant de substances contrôles ou un distributeur du substances contrôles ou du produits chimiques dans la liste I, il doit considérer tels facteurs comme le maintien de contrôles efficaces contre le détournement de médicaments (en) ou de produits chimiques.

### Partie D
Le CSA mandate les tribunaux pour imposer les peines minimales pour certains délits qui impliquent les grosses quantités de drogues, par exemple 10 années de prison pour 1 kilogramme d'héroïne.

### Partie E
La Partie E comporte les dispositions administratives et les dispositions d'application. Par exemple, 21 U.S. Code § 877, concernant le recours judiciaire, prévoit :
« Toutes les déterminations, constatations, et conclusions du procureur général sous ce sous-chapitre sont décisions définitives et irrévocables, mais une personne lésée par une décision finale du procureur général peut proposer à la Cour d'appel des États-Unis pour le circuit du district de Columbia de réexaminer la décision . . . . Les constatations de fait tirées par le procureur général, si étayée par une preuve substantielle, sont déterminantes. »

### Partie F
La Partie F comporte les dispositions générales, y compris une disposition concernant la divisibilité (droit) (en) des dispositions.

## Critique
Une critique de la loi est que le système de classification des drogues soit déficient, désuet et non scientifique. Alex Kreit remarque qu'il serait possible qu'une drogue puisse répondre à un critère des trois tableaux différents, sans répondre à tous les trois critères de l'un tableau. Par exemple, une drogue peut avoir un faible potentiel d'abus (critère B du tableau V) et n'avoir aucune valeur thérapeutique reconnue actuellement (critère C du tableau I). (Un tel cas, NORML v. Bell, se présenta en 1980, quand la cour de district des États-Unis pour le district de Columbia, en statuant qu'il faut que le cannabis reste en tableau I, certains conflits existent concernant quel facteur — le potentiel d'abus ou les usages médicaux possibles d'une drogue — est le facteur principal en classant une drogue).  Dr. Kreit soutient, donc, que puisqu'il est impossible de suivre correctement et conformément le système de classification, le système est incohérent et défectueux à un niveau fondamental.
Une autre critique est qu'il y a une disparité injustifiée entre les condamnations pour la distribution de la poudre de cocaïne et le crack sous le CSA. Spécifiquement, le CSA traite chaque gramme de crack comme 18 grammes de poudre de cocaïne aux fins de déterminer les peines minimales obligatoires applicables. Hillary E. Labar note, « Plutôt que de concentrer ses efforts sur l'empêchement de la production du crack à la source, par un ciblage plus intensif des délits liés à la poudre de cocaïne, le Congrès cible une réserve apparemment inépuisable de revendeurs de bas niveau de crack ». Avant l'adoption du Fair Sentencing Act (en) en 2010, la disparité est encore plus marquée, dans la mesure où la loi mandate le traitement d'un gramme de crack comme 100 grammes de poudre de cocaïne.
En 2005, dans le cas Gonzales v. Raich (en), la Cour suprême des États-Unis trouve que les dispositions de la CSA qui criminalisent le fournisseur de cannabis médicale à l'intérieur des frontières d'un seul État sont constitutionnellement permis sous la clause sur le commerce. Cependant, les trois juges Sandra Day O'Connor, William Rehnquist, et Clarence Thomas font dissidence contre cette position. O'Connor écrit que les principes de fédéralisme exigent que les États ont le droit de réaliser des expériences sociales et économiques. Thomas écrit : « Si la majorité doit être prise au sérieux, le gouvernement fédéral peut réglementer maintenant les concours de courtepointe, l'organisation charitable de collecte de vêtements, et les soupers partages dans tous les 50 États. C'est un pied de nez de l'assurance de Madison aux peuples de New York que les « pouvoirs délégués » au Gouvernement fédéral sont « peu nombreux et définis » tandis que ceux de l'État sont « nombreux et indéfinis » ».

## Autres lois
L'Uniform Controlled Substances Act (en), pour l'adoption par les 	corps législatifs des états des États-Unis, a été promulgué par l'Uniform Law Commission (en) en 1970 et révisé en 1990. L'Uniform Controlled Substances Act permet aux agences administratives d'ajouter à leurs tableaux des substances contrôlées les drogues qui sont contrôlées par le gouvernement fédéral.
L'acte de l'opportunité, le réinvestissement, et l'expurgation à propos de la marijuana (en) est une loi proposée par membre de la Chambre des représentants des États-Unis Jerrold Nadler et sénatrice Kamala Harris qui déplacerait le cannabis de la CSA et expurgerait les dossiers criminels des personnes condamnées pour une infraction liée au cannabis. La Commission judiciaire de la Chambre des représentants des États-Unis majoritairement démocrate vote cette loi en 2019, mais le Sénat à majorité républicaine ne la vote.